# لئوی ششم
لئوی ششم یا لئون ششم (به یونانی: ΄Λέων ΣΤ، به لاتین: Leon VI ) ملقب به لئوی فرزانه یا لئوی فیلسوف (زادهٔ ۱۹ سپتامبر ۸۶۶ – درگذشتهٔ ۱۱ مه ۹۱۲) امپراتور روم شرقی (بیزانس) از ۸۸۶ تا هنگام مرگش در ۹۱۲ بود. او قوانینی سلطنتی را به زبان یونانی وضع نمود که بعدتر به قانون رسمی امپراتوری بیزانس تبدیل شد.

## زندگینامه

### سال‌های آغازین و رسیدن به امپراتوری
لئو در ۱۹ سپتامبر ۸۶۶ در قسطنطنیه، پایتخت امپراتوری بیزانس زاده شد. او دومین پسر باسیل یکم مقدونی، امپراتور وقت بیزانس از همسر دومش اودوکیا اینجرینا بود. با این حال این مسئله وجود داشت که آیا او واقعاً پسر باسیل یکم است یا فرزند امپراتور پیشین میخائیل سوم. با توجه به مسائل پیش‌آمده در سال‌های پایانی حکومت میخائیل و کشته‌شدن او به‌دست باسیل، می‌توان گفت که لئو فرزند واقعی میخائیل بود، با این‌حال چه لئوی ششم از این موضوع آگاهی داشت یا خیر هرگز آن‌را به‌طور عمومی آشکار نساخت.
لئو در ۶ ژانویه ۸۷۰ با عنوان لئوی ششم به امپراتوری مشترک با پدرش رسید اما در اوت ۸۸۳ به توطئه علیه باسیل یکم متهم و برای ۳ سال تا ژوئیهٔ ۸۸۶ زندانی شد. همچنین اگر وساطت اسقف‌اعظم فوتیوس و استایلیانوس زائوتزس، از مقامات عالی‌رتبهٔ بیزانسی نبود چشمان او را کور کرده بودند.
باسیل یکم در ۲۹ اوت ۸۸۶ درگذشت و از آنجا که برادر بزرگ لئو به نام کنستانتین نیز پیشتر مرده بود، او یک روز پس از مرگ پدرش در ۳۰ اوت ۸۸۶ بر تخت امپراتوری بیزانس نشست.

### سیاست‌های خارجی و درگیری‌ها
او در سیاست‌های خارجیش در جبههٔ مقابل مسلمانان و بلغارها قرار داشت و به‌هنگام بروز درگیری در منطقهٔ بالکان، فرماندهٔ توانمند خود نیکه‌فوروس فوکاس بزرگ را که در آن زمان مشغول لشکرکشی‌های موفقیت‌آمیزی در چنوب ایتالیا علیه لمباردها بود را فرا خواند تا به یاری نیروهای بیزانسی در بالکان بشتابد. اما علی‌رغم کسب این پیروزی‌ها، امپراتوری بیزانس پس از چندی در نواحی غربی با مشکل مواجه شد و مسلمانان در ۹۰۲ توانستند سیسیل را به اشغال خود درآورند. تسالونیکا نیز توسط لئوی تریپولی غارت شد و دریای اژه نیز مورد تاخت و تاز دزدان دریایی عرب قرار گرفت. لئوی ششم به‌دنبال این ناکامی‌ها به تقویت نیروی دریایی بیزانس پرداخت و ناوگان آن کشور موفق شد تا حملهٔ موفقیت‌آمیزی را علیه ناوگان دریایی اعراب در ۹۰۸ ترتیب دهد. با این حال نیروی دریایی بیزانس در طی لشکرکشی‌های دریایی ۹۱۱ تا ۹۱۲ ناموفق عمل کرد و از لئوی تریپولی شکست خورد.
از سوی دیگر در شمال امپراتوری بیزانس نیز سیمیون، فرمانروای بلغار، دشمن آن‌ها به‌شمار می‌رفت و سابقهٔ این خصومت به درگیری‌ای تجاری در ۸۹۴ برمی‌گشت که بیزانسی‌ها با کمک ماگیارهای ناحیهٔ دانوب و دنپیر، سیمیون را مجبور ساختند تا با قرارداد متارکهٔ جنگ موافقت نماید. بااین‌حال سیمیون در ۸۹۶ موفق شد تا به کمک پچنگ‌های چادرنشین، امپراتوری بیزانس را وادار به پرداخت خراجی سالیانه به بلغارها نماید.
در ۹۰۷ قسطنطنیه مورد حملهٔ اُلگ، شاهزادهٔ کیف قرار گرفت و بیزانس به‌منظور برقراری صلح مجبور شد تا غرامت سنگینی را به او بپردازد. با این حال الگ باردیگر در ۹۱۱ به آنجا حمله کرد و این بار توافقنامهٔ تجاری سودمندی را با بیزانس امضا نمود که تنظیم روابط تجاری بین دو کشور را در پی‌داشت و پایه‌گذار توسعهٔ فعالیت‌های تجاری سودآور و دائمی‌ای بین قسطنطنیه و روسیهٔ کیفی شد.

### مسئلهٔ جانشینی و ازدواج‌ها

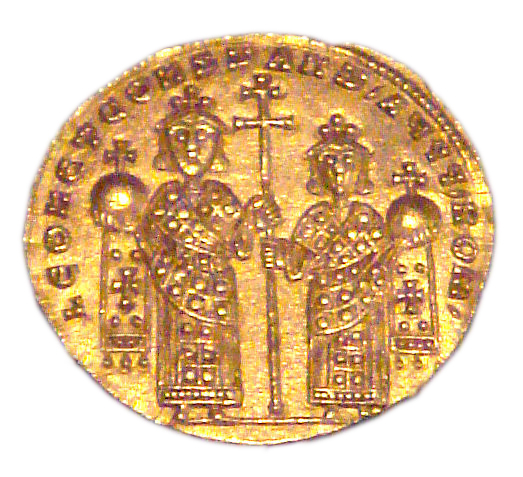
سکهٔ سولیدوس طلا منقوش به نگاره‌های لئوی ششم و کنستانتین هفتم (۹۰۸-۹۱۲)

لئوی ششم که فرزند پسری نداشت و نگران جانشینی پس از خود بود چهار بار ازدواج کرد و چون محدودیت‌های کلیسایی دربارهٔ تعداد دفعات ازدواج مجدد را زیرپا گذاشت مورد سرزنش آنان قرار گرفت. او در ۸۸۲ با تئوفانو مارتیناکیو که از بستگان مادرش اودوکیا بود ازدواج کرد و از او صاحب دختری شد که نامش را اودوکیا گذاشتند. اما کمی بعد آن دختر مرد و تئوفانو نیز در ۱۰ نوامبر ۸۹۵ یا ۸۹۶ درگذشت. همچنین بنا بر نوشته‌های «ویتا اوتیمی» که بهترین منبع برای زندگی شخصی لئوی ششم به‌شمار می‌رود این ازدواج، ازدواج موفقی نبود.
در ژوئیهٔ ۸۹۸ او با زوئه، دختر استایلیانوس زائوتزس، صاحب‌منصب بیزانسی که دیری معشوقه‌اش بود ازدواج کرد و از او نیز صاحب دختری به نام آنا شد. زوئه مدتی پس از سپتامبر ۸۹۹ درگذشت و لئو در ژوئیه ۹۰۰ با اودوکیا بایانه ازدواج نمود. با این حال امپراتریس جدید نیز به‌هنگام زایمان در ۱۲ آوریل ۹۰۱ درگذشت.
در سپتامبر ۹۰۵ معشوقهٔ دیگر لئو با نام زوئه کاربونوپسینا، از خانوادهٔ تئوفانس تاریخ‌نگار پسری به‌دنیا آورد که نامش را کنستانتین (بعدتر امپراتور کنستانتین هفتم) گذاشتند. لئوی ششم که او را وارث خود می‌دید تصمیم گرفت تا برای چهارمین بار نیز ازدواج نماید. او اسقف‌اعظم نیکلاس یکم میستیکوس را مجاب نمود تا پسرش کنستانتین را در ۶ ژانویه ۹۰۶ غسل تعمید دهد و خود نیز در در حدود ژوئن ۹۰۶ با زوئه کاربونوپسینا ازدواج نمود.
از آنجا که قوانین کلیسای شرق در رابطه با تعداد دفعات مجاز برای ازدواج دوباره توسط لئو زیر پا گذاشته شده بود اسقف‌اعظم نیکلاس سعی کرد تا مقامات کلیسایی را برای به‌رسمیت شناختن این ازدواج مجاب نماید اما با مقاومت شدید آنان مواجه شد. با این حال لئوی ششم کنستانتین خردسال را در ۱۵ مه ۹۰۸ به امپراتوری مشترک با خود منصوب نمود.

### نوشته‌های لئوی ششم
لئو که توسط اسقف‌اعظم فوتیوس آموزش دیده بود بیشتر یک اندیشمند بود تا یک سرباز و به‌همین دلیل علاوه برنوشتن و تکمیل قوانین مربوط به امپراتوری بیزانس که کار بر رویشان پیشتر توسط پدرش باسیل یکم آغاز شده بود، چندین کتاب نیز در موضوعات مختلفی همچون مشکلات مربوط به امور دنیوی و کلیسایی به‌رشتهٔ تحریر درآورد و مدیحه‌ای نیز در وصف پدرش پس از مرگ او نوشت که در مراسم خاکسپاری باسیل یکم خوانده شد. همچنین نوشتن خطابه و موعظه، سرودن اشعار غیرمذهبی و نوشتن مقالاتی در رابطه با موضوعات نظامی از دیگر کارهای انجام‌گرفته توسط لئوی ششم بود.

### مرگ
لئوی ششم در ۱۱ مه ۹۱۲ درگذشت و پس از او برادرش الکساندر که پیشتر توسط پدرشان به امپراتوری مشترک با او رسیده بود جانشین او شد.